# Список астероїдів (23401—23500)
| Назва                             | Тимчасове позначення | Дата відкриття    | Місце відкриття                      | Відкривач                                              |
| --------------------------------- | -------------------- | ----------------- | ------------------------------------ | ------------------------------------------------------ |
| 23401 Brodskaya                   | 1968 OE1             | 25 липня 1968     | Астрономічна станція Серро Ель Робле | Гурій Плюгін, Юрій Бєляєв                              |
| 23402 Турчина (Turchina)          | 1969 TO2             | 8 жовтня 1969     | КрАО                                 | Черних Людмила Іванівна                                |
| 23403 Boudewijnbuch               | 1971 FB              | 24 березня 1971   | Паломарська обсерваторія             | Т. Герельс                                             |
| 23404 Bomans                      | 1972 RG              | 15 вересня 1972   | Паломарська обсерваторія             | Т. Герельс                                             |
| 23405 Нісирос (Nisyros)           | 1973 SB1             | 19 вересня 1973   | Паломарська обсерваторія             | К. Й. ван Гаутен, І. ван Гаутен-Ґроневельд, Т. Герельс |
| 23406 Козлов (Kozlov)             | 1977 QO3             | 23 серпня 1977    | КрАО                                 | Черних Микола Степанович                               |
| (23407) 1977 RG19                 | 1977 RG19            | 9 вересня 1977    | Паломарська обсерваторія             | Мішель Олмстід                                         |
| 23408 Beijingaoyun                | 1977 TU3             | 12 жовтня 1977    | Обсерваторія Цзицзіньшань            | Обсерваторія Червона Гора                              |
| 23409 Derzhavin                   | 1978 QF1             | 31 серпня 1978    | КрАО                                 | Черних Микола Степанович                               |
| 23410 Вікузнєцов (Vikuznetsov)    | 1978 QK2             | 31 серпня 1978    | КрАО                                 | Черних Микола Степанович                               |
| 23411 Bayanova                    | 1978 ST7             | 26 вересня 1978   | КрАО                                 | Журавльова Людмила Василівна                           |
| (23412) 1978 UN5                  | 1978 UN5             | 27 жовтня 1978    | Паломарська обсерваторія             | Мішель Олмстід                                         |
| (23413) 1978 VQ9                  | 1978 VQ9             | 7 листопада 1978  | Паломарська обсерваторія             | Е. Гелін, Ш. Дж. Бас                                   |
| (23414) 1979 MP1                  | 1979 MP1             | 25 червня 1979    | Обсерваторія Сайдинг-Спрінг          | Е. Гелін, Ш. Дж. Бас                                   |
| (23415) 1979 MQ3                  | 1979 MQ3             | 25 червня 1979    | Обсерваторія Сайдинг-Спрінг          | Е. Гелін, Ш. Дж. Бас                                   |
| (23416) 1979 MU4                  | 1979 MU4             | 25 червня 1979    | Обсерваторія Сайдинг-Спрінг          | Е. Гелін, Ш. Дж. Бас                                   |
| (23417) 1979 MU6                  | 1979 MU6             | 25 червня 1979    | Обсерваторія Сайдинг-Спрінг          | Е. Гелін, Ш. Дж. Бас                                   |
| (23418) 1979 QM3                  | 1979 QM3             | 22 серпня 1979    | Обсерваторія Ла-Сілья                | Клаес-Інґвар Лаґерквіст                                |
| (23419) 1980 FQ1                  | 1980 FQ1             | 16 березня 1980   | Обсерваторія Ла-Сілья                | Клаес-Інґвар Лаґерквіст                                |
| (23420) 1981 DO                   | 1981 DO              | 28 лютого 1981    | Обсерваторія Сайдинг-Спрінг          | Ш. Дж. Бас                                             |
| (23421) 1981 DR                   | 1981 DR              | 28 лютого 1981    | Обсерваторія Сайдинг-Спрінг          | Ш. Дж. Бас                                             |
| (23422) 1981 DF1                  | 1981 DF1             | 28 лютого 1981    | Обсерваторія Сайдинг-Спрінг          | Ш. Дж. Бас                                             |
| (23423) 1981 EA3                  | 1981 EA3             | 2 березня 1981    | Обсерваторія Сайдинг-Спрінг          | Ш. Дж. Бас                                             |
| (23424) 1981 EU9                  | 1981 EU9             | 1 березня 1981    | Обсерваторія Сайдинг-Спрінг          | Ш. Дж. Бас                                             |
| (23425) 1981 EL12                 | 1981 EL12            | 1 березня 1981    | Обсерваторія Сайдинг-Спрінг          | Ш. Дж. Бас                                             |
| (23426) 1981 EB16                 | 1981 EB16            | 1 березня 1981    | Обсерваторія Сайдинг-Спрінг          | Ш. Дж. Бас                                             |
| (23427) 1981 EF16                 | 1981 EF16            | 1 березня 1981    | Обсерваторія Сайдинг-Спрінг          | Ш. Дж. Бас                                             |
| (23428) 1981 EL18                 | 1981 EL18            | 2 березня 1981    | Обсерваторія Сайдинг-Спрінг          | Ш. Дж. Бас                                             |
| (23429) 1981 EO35                 | 1981 EO35            | 2 березня 1981    | Обсерваторія Сайдинг-Спрінг          | Ш. Дж. Бас                                             |
| (23430) 1981 EO38                 | 1981 EO38            | 1 березня 1981    | Обсерваторія Сайдинг-Спрінг          | Ш. Дж. Бас                                             |
| (23431) 1981 EA45                 | 1981 EA45            | 7 березня 1981    | Обсерваторія Сайдинг-Спрінг          | Ш. Дж. Бас                                             |
| (23432) 1981 EF47                 | 1981 EF47            | 2 березня 1981    | Обсерваторія Сайдинг-Спрінг          | Ш. Дж. Бас                                             |
| (23433) 1981 UU22                 | 1981 UU22            | 24 жовтня 1981    | Паломарська обсерваторія             | Ш. Дж. Бас                                             |
| (23434) 1981 UB23                 | 1981 UB23            | 24 жовтня 1981    | Паломарська обсерваторія             | Ш. Дж. Бас                                             |
| (23435) 1981 UZ24                 | 1981 UZ24            | 25 жовтня 1981    | Паломарська обсерваторія             | Ш. Дж. Бас                                             |
| 23436 Алекфурсенко (Alekfursenko) | 1982 UF8             | 21 жовтня 1982    | КрАО                                 | Журавльова Людмила Василівна                           |
| (23437) 1984 SJ1                  | 1984 SJ1             | 27 вересня 1984   | Обсерваторія Клеть                   | Антонін Мркос                                          |
| (23438) 1984 SZ5                  | 1984 SZ5             | 21 вересня 1984   | Обсерваторія Ла-Сілья                | Анрі Дебеонь                                           |
| (23439) 1986 PP                   | 1986 PP              | 1 серпня 1986     | Паломарська обсерваторія             | Е. Гелін                                               |
| (23440) 1986 QH1                  | 1986 QH1             | 27 серпня 1986    | Обсерваторія Ла-Сілья                | Анрі Дебеонь                                           |
| (23441) 1986 QW1                  | 1986 QW1             | 27 серпня 1986    | Обсерваторія Ла-Сілья                | Анрі Дебеонь                                           |
| (23442) 1986 QJ2                  | 1986 QJ2             | 28 серпня 1986    | Обсерваторія Ла-Сілья                | Анрі Дебеонь                                           |
| (23443) 1986 TG1                  | 1986 TG1             | 4 жовтня 1986     | Станція Андерсон-Меса                | Едвард Бовелл                                          |
| 23444 Кукучін (Kukucin)           | 1986 TV6             | 5 жовтня 1986     | Півніце                              | Мілан Антал                                            |
| (23445) 1987 QY7                  | 1987 QY7             | 21 серпня 1987    | Обсерваторія Ла-Сілья                | Ерік Вальтер Ельст                                     |
| (23446) 1987 SJ2                  | 1987 SJ2             | 19 вересня 1987   | Смолян                               | Ерік Вальтер Ельст                                     |
| (23447) 1987 VG                   | 1987 VG              | 15 листопада 1987 | Обсерваторія Кушіро                  | Сейджі Уеда, Хіроші Канеда                             |
| (23448) 1988 BG                   | 1988 BG              | 18 січня 1988     | Обсерваторія Кушіро                  | Масанорі Мацумаяма, Кадзуро Ватанабе                   |
| (23449) 1988 BG5                  | 1988 BG5             | 28 січня 1988     | Обсерваторія Сайдинг-Спрінг          | Роберт Макнот                                          |
| (23450) 1988 CB4                  | 1988 CB4             | 13 лютого 1988    | Обсерваторія Ла-Сілья                | Ерік Вальтер Ельст                                     |
| (23451) 1988 CO7                  | 1988 CO7             | 15 лютого 1988    | Обсерваторія Ла-Сілья                | Ерік Вальтер Ельст                                     |
| 23452 Дрю (Drew)                  | 1988 QF              | 18 серпня 1988    | Паломарська обсерваторія             | Керолін Шумейкер, Юджин Шумейкер                       |
| (23453) 1988 QR                   | 1988 QR              | 19 серпня 1988    | Обсерваторія Сайдинг-Спрінг          | Роберт Макнот                                          |
| (23454) 1988 XU2                  | 1988 XU2             | 1 грудня 1988     | Обсерваторія Брорфельде              | Поуль Єнсен                                            |
| 23455 Фумі (Fumi)                 | 1988 XY4             | 5 грудня 1988     | Обсерваторія Кісо                    | Цуко Накамура                                          |
| (23456) 1989 DB                   | 1989 DB              | 26 лютого 1989    | Тойота                               | Кендзо Судзукі, Тошімата Фурута                        |
| 23457 Бейдербек (Beiderbecke)     | 1989 GV6             | 5 квітня 1989     | Обсерваторія Ла-Сілья                | М. Ґефферт                                             |
| (23458) 1989 RY1                  | 1989 RY1             | 6 вересня 1989    | Паломарська обсерваторія             | Е. Гелін                                               |
| (23459) 1989 ST4                  | 1989 ST4             | 26 вересня 1989   | Обсерваторія Ла-Сілья                | Ерік Вальтер Ельст                                     |
| (23460) 1989 SX9                  | 1989 SX9             | 26 вересня 1989   | Обсерваторія Ла-Сілья                | Анрі Дебеонь                                           |
| (23461) 1989 TM4                  | 1989 TM4             | 7 жовтня 1989     | Обсерваторія Ла-Сілья                | Ерік Вальтер Ельст                                     |
| (23462) 1989 TU4                  | 1989 TU4             | 7 жовтня 1989     | Обсерваторія Ла-Сілья                | Ерік Вальтер Ельст                                     |
| (23463) 1989 TX11                 | 1989 TX11            | 2 жовтня 1989     | Обсерваторія Серро Тололо            | Ш. Дж. Бас                                             |
| (23464) 1989 TN15                 | 1989 TN15            | 3 жовтня 1989     | Обсерваторія Ла-Сілья                | Анрі Дебеонь                                           |
| (23465) 1989 UA1                  | 1989 UA1             | 24 жовтня 1989    | Обсерваторія Кітамі                  | Масаюкі Янаї, Кадзуро Ватанабе                         |
| (23466) 1990 DU4                  | 1990 DU4             | 28 лютого 1990    | Обсерваторія Ла-Сілья                | Анрі Дебеонь                                           |
| (23467) 1990 QS3                  | 1990 QS3             | 20 серпня 1990    | Паломарська обсерваторія             | Е. Гелін                                               |
| 23468 Kannabe                     | 1990 SS3             | 20 вересня 1990   | Обсерваторія Ґейсей                  | Тсутому Секі                                           |
| 23469 Нідпірт (Neilpeart)         | 1990 SY3             | 22 вересня 1990   | Паломарська обсерваторія             | Браян Роман                                            |
| (23470) 1990 SO8                  | 1990 SO8             | 22 вересня 1990   | Обсерваторія Ла-Сілья                | Ерік Вальтер Ельст                                     |
| (23471) 1990 TH3                  | 1990 TH3             | 15 жовтня 1990    | Обсерваторія Кітамі                  | Кін Ендате, Кадзуро Ватанабе                           |
| 23472 Рольфрікгер (Rolfriekher)   | 1990 TZ10            | 10 жовтня 1990    | Обсерваторія Карла Шварцшильда       | Лутц Шмадель, Ф. Бернґен                               |
| 23473 Фосс (Voss)                 | 1990 TD12            | 11 жовтня 1990    | Обсерваторія Карла Шварцшильда       | Ф. Бернґен, Лутц Шмадель                               |
| (23474) 1990 UX1                  | 1990 UX1             | 20 жовтня 1990    | Обсерваторія Сайдинг-Спрінг          | Роберт Макнот                                          |
| (23475) 1990 VM2                  | 1990 VM2             | 13 листопада 1990 | Обсерваторія Кітамі                  | Кін Ендате, Кадзуро Ватанабе                           |
| (23476) 1990 VE4                  | 1990 VE4             | 15 листопада 1990 | Обсерваторія Одзіма                  | Тсунео Ніїдзіма, Такеші Урата                          |
| 23477 Wallenstadt                 | 1990 WS1             | 18 листопада 1990 | Обсерваторія Ла-Сілья                | Ерік Вальтер Ельст                                     |
| (23478) 1991 BZ                   | 1991 BZ              | 21 січня 1991     | Обсерваторія Ґейсей                  | Тсутому Секі                                           |
| (23479) 1991 CG                   | 1991 CG              | 5 лютого 1991     | Обсерваторія Йорії                   | Масару Араї, Хіроші Морі                               |
| (23480) 1991 EL                   | 1991 EL              | 10 березня 1991   | Обсерваторія Сайдинг-Спрінг          | Роберт Макнот                                          |
| (23481) 1991 GT4                  | 1991 GT4             | 8 квітня 1991     | Обсерваторія Ла-Сілья                | Ерік Вальтер Ельст                                     |
| (23482) 1991 LV                   | 1991 LV              | 14 червня 1991    | Паломарська обсерваторія             | Е. Гелін                                               |
| (23483) 1991 LV4                  | 1991 LV4             | 6 червня 1991     | Обсерваторія Ла-Сілья                | Ерік Вальтер Ельст                                     |
| (23484) 1991 NC1                  | 1991 NC1             | 12 липня 1991     | Паломарська обсерваторія             | Генрі Гольт                                            |
| (23485) 1991 NV6                  | 1991 NV6             | 12 липня 1991     | Обсерваторія Ла-Сілья                | Анрі Дебеонь                                           |
| (23486) 1991 PE2                  | 1991 PE2             | 2 серпня 1991     | Обсерваторія Ла-Сілья                | Ерік Вальтер Ельст                                     |
| (23487) 1991 PX4                  | 1991 PX4             | 3 серпня 1991     | Обсерваторія Ла-Сілья                | Ерік Вальтер Ельст                                     |
| (23488) 1991 PF12                 | 1991 PF12            | 7 серпня 1991     | Паломарська обсерваторія             | Генрі Гольт                                            |
| (23489) 1991 PU16                 | 1991 PU16            | 7 серпня 1991     | Паломарська обсерваторія             | Генрі Гольт                                            |
| 23490 Моніколь (Monikohl)         | 1991 RK3             | 12 вересня 1991   | Обсерваторія Карла Шварцшильда       | Лутц Шмадель, Ф. Бернґен                               |
| (23491) 1991 RX17                 | 1991 RX17            | 13 вересня 1991   | Паломарська обсерваторія             | Генрі Гольт                                            |
| (23492) 1991 RA20                 | 1991 RA20            | 14 вересня 1991   | Паломарська обсерваторія             | Генрі Гольт                                            |
| (23493) 1991 SO                   | 1991 SO              | 30 вересня 1991   | Обсерваторія Сайдинг-Спрінг          | Роберт Макнот                                          |
| (23494) 1991 SE2                  | 1991 SE2             | 16 вересня 1991   | Паломарська обсерваторія             | Генрі Гольт                                            |
| (23495) 1991 UQ1                  | 1991 UQ1             | 29 жовтня 1991    | Обсерваторія Кітамі                  | Ацусі Такагасі, Кадзуро Ватанабе                       |
| (23496) 1991 VN3                  | 1991 VN3             | 3 листопада 1991  | Паломарська обсерваторія             | Е. Гелін                                               |
| (23497) 1991 VG4                  | 1991 VG4             | 5 листопада 1991  | Обсерваторія Дінік                   | Ацуші Суґіе                                            |
| (23498) 1991 VH6                  | 1991 VH6             | 6 листопада 1991  | Обсерваторія Ла-Сілья                | Ерік Вальтер Ельст                                     |
| (23499) 1991 VY12                 | 1991 VY12            | 11 листопада 1991 | Обсерваторія Кушіро                  | Сейджі Уеда, Хіроші Канеда                             |
| (23500) 1992 AT2                  | 1992 AT2             | 9 січня 1992      | Обсерваторія Кітт-Пік                | Spacewatch                                             |

| ← Астероїди 20001—30000 → |             |             |             |             |             |             |             |             |             |
| 20001—20100               | 21001—21100 | 22001—22100 | 23001—23100 | 24001—24100 | 25001—25100 | 26001—26100 | 27001—27100 | 28001—28100 | 29001—29100 |
| 20101—20200               | 21101—21200 | 22101—22200 | 23101—23200 | 24101—24200 | 25101—25200 | 26101—26200 | 27101—27200 | 28101—28200 | 29101—29200 |
| 20201—20300               | 21201—21300 | 22201—22300 | 23201—23300 | 24201—24300 | 25201—25300 | 26201—26300 | 27201—27300 | 28201—28300 | 29201—29300 |
| 20301—20400               | 21301—21400 | 22301—22400 | 23301—23400 | 24301—24400 | 25301—25400 | 26301—26400 | 27301—27400 | 28301—28400 | 29301—29400 |
| 20401—20500               | 21401—21500 | 22401—22500 | 23401—23500 | 24401—24500 | 25401—25500 | 26401—26500 | 27401—27500 | 28401—28500 | 29401—29500 |
| 20501—20600               | 21501—21600 | 22501—22600 | 23501—23600 | 24501—24600 | 25501—25600 | 26501—26600 | 27501—27600 | 28501—28600 | 29501—29600 |
| 20601—20700               | 21601—21700 | 22601—22700 | 23601—23700 | 24601—24700 | 25601—25700 | 26601—26700 | 27601—27700 | 28601—28700 | 29601—29700 |
| 20701—20800               | 21701—21800 | 22701—22800 | 23701—23800 | 24701—24800 | 25701—25800 | 26701—26800 | 27701—27800 | 28701—28800 | 29701—29800 |
| 20801—20900               | 21801—21900 | 22801—22900 | 23801—23900 | 24801—24900 | 25801—25900 | 26801—26900 | 27801—27900 | 28801—28900 | 29801—29900 |
| 20901—21000               | 21901—22000 | 22901—23000 | 23901—24000 | 24901—25000 | 25901—26000 | 26901—27000 | 27901—28000 | 28901—29000 | 29901—30000 |